# Червоное Поле (Николаевская область)
Черво́ное По́ле (укр. Червоне Поле) — село в Николаевском районе Николаевской области Украины.
Население по переписи 2001 года составляло 279 человек. Почтовый индекс — 57116. Телефонный код — 512.

## Местный совет
57116, Николаевская обл., Николаевский р-н, с. Ульяновка, ул. Советская, 9